# Neu Wulmstorf
Neu Wulmstorf – gmina samodzielna (niem. Einheitsgemeinde) w Niemczech w kraju związkowym Dolna Saksonia, w powiecie Harburg.

## Położenie geograficzne
Neu Wulmstorf leży w północno-zachodniej części powiatu. Od wschodu graniczy bezpośrednio z Hamburgiem, od północy ze znanym rejonem sadów jabłoniowych Altes Land, od zachodu z Buxtehude, od południa z Buchholz in der Nordheide i od południowego wschodu z pagórkami Harburger Berge.

## Dzielnice gminy
W skład gminy Neu Wulmstorf wchodzą następujące dzielnice: Rübke w północnej części, w południowej części Wulmstorf, Daerstorf, Elstorf, Ardestorf, Bachheide, Schwiederstorf, Rade, Mienenbüttel i Ohlenbüttel.

## Współpraca
- Nyergesújfalu, Węgry

## Komunikacja
Główna część Neu Wulmstorf jest podłączona do hamburskiej sieci telefonicznej z hamburskim numerem kierunkowym (040).